# Spadnäbbar
Spadnäbbar (Platyrinchus) är släkte med tättingar som traditionellt placeras i familjen tyranner. Släktet omfattar sju till åtta arter som förekommer i Latinamerika från södra Mexiko och söderut:
- Kanelkronad spadnäbb (P. saturatus)
- Kortstjärtad spadnäbb (P. cancrominus)
- Vitstrupig spadnäbb (P. mystaceus)
  - "Västlig vitstrupig spadnäbb" (P. [m.] albogularis) – urskiljs som egen art av bl.a. BirdLife International
- Brandkronad spadnäbb (P. coronatus)
- Gulstrupig spadnäbb (P. flavigularis)
- Vitkronad spadnäbb (P. platyrhynchos)
- Brunvingad spadnäbb (P. leucoryphus)

Efter DNA-studier som visar på rätt betydande genetiska skillnader mellan olika delar av familjen tyranner urskiljer vissa spadnäbbarna tillsammans med de monotypiska släktena Calyptura och Neopipo i den egna familjen Platyrinchidae.